# HLA-DRB4
HLA-DRB4 (англ. Major histocompatibility complex, class II, DR beta 4) – білок, який кодується однойменним геном, розташованим у людей на короткому плечі 6-ї хромосоми. Довжина поліпептидного ланцюга білка становить 266 амінокислот, а молекулярна маса — 29 941.
| 10         |  | 20         |  | 30         |  | 40         |  | 50         |
| ---------- |  | ---------- |  | ---------- |  | ---------- |  | ---------- |
| MVCLKLPGGS |  | CMAALTVTLT |  | VLSSPLALAG |  | DTQPRFLEQA |  | KCECHFLNGT |
| ERVWNLIRYI |  | YNQEEYARYN |  | SDLGEYQAVT |  | ELGRPDAEYW |  | NSQKDLLERR |
| RAEVDTYCRY |  | NYGVVESFTV |  | QRRVQPKVTV |  | YPSKTQPLQH |  | HNLLVCSVNG |
| FYPGSIEVRW |  | FRNGQEEKAG |  | VVSTGLIQNG |  | DWTFQTLVML |  | ETVPRSGEVY |
| TCQVEHPSMM |  | SPLTVQWSAR |  | SESAQSKMLS |  | GVGGFVLGLL |  | FLGTGLFIYF |
| RNQKGHSGLQ |  | PTGLLS     |  |            |  |            |  |            |

A: Аланін

C: Цистеїн

D: Аспарагінова кислота

E: Глутамінова кислота

F: Фенілаланін

G: Гліцин

H: Гістидин

I: Ізолейцин

K: Лізин

L: Лейцин

M: Метіонін

N: Аспарагін

P: Пролін

Q: Глутамін

R: Аргінін

S: Серин

T: Треонін

V: Валін

W: Триптофан

Задіяний у такому біологічному процесі, як імунітет. 
Локалізований у клітинній мембрані, мембрані, ендоплазматичному ретикулумі, лізосомі, апараті гольджі, ендосомах.